# Naturschutzgebiet Schlossberg von Sattelpeilnstein
Der Schlossberg von Sattelpeilnstein ist ein Naturschutzgebiet bei Sattelpeilnstein, einem Ortsteil von Traitsching im Oberpfälzer Landkreis Cham in Bayern.
Das Naturschutzgebiet befindet sich 2,9 Kilometer südlich von Traitsching in Sattelpeilnstein. Es liegt im Naturpark Oberer Bayerischer Wald und ist Bestandteil des Landschaftsschutzgebietes Oberer Bayerischer Wald.
Das 6,8 ha große Areal war zum Zeitpunkt der Ausweisung zum Naturschutzgebiet eine vollständig bewaldete Granitkuppe mit Mauerresten der Burg Sattelpeilnstein. Ein großer Teil des Waldes fiel Anfang der 1980er Jahre einem Windwurf zum Opfer. Heute stellt das Gebiet ein Beobachtungsobjekt für natürliche Wiederbewaldungsprozesse dar. Bei den verbliebenen Beständen handelt es sich überwiegend um Buchenwälder unterschiedlicher Ausprägung.
Das Naturschutzgebiet wurde am 22. Juli 1950 unter Schutz gestellt und am 24. November 1976 mit geänderter Verordnung erneut ausgewiesen.